# Mihaela Peneș
Mihaela Peneș, född 22 juli 1947 i Bukarest, död 29 augusti 2024, var en rumänsk friidrottare.
Peneș blev olympisk mästare i spjutkastning vid olympiska sommarspelen 1964 i Tokyo.